# Истребитель зомби
«Истребитель зомби» (исп. Juan de los muertes) — комедийный фильм 2011 года совместного производства Кубы и Испании. Режиссёром и сценаристом выступил Алехандро Бругес. Фильм был показан на Кинофестивале в Торонто, а в 2012 году был награждён Премией «Гойя» за лучший иностранный фильм на испанском языке.

## Сюжет
Хуану сорок лет и большую часть жизни он прожил на Кубе абсолютно ничего не делая. Вместе со своим настолько же ленивым другом Ласаро они на плоту занимаются ловлей рыбы. Внезапно к ним подплывает труп и нападает на них, и Ласаро стреляет ему в голову из подводного ружья. Поначалу они не придают этому значения и, возвратившись в город, встречаются со своими друзьями: сыном Ласаро Влади Калифорния, Ла Чина и Эль Примо. Хуан также выясняет, что его дочь Камила, которая не хочет иметь с ним ничего общего, приехала ненадолго на Кубу.
По всему городу люди начинают превращаться в зомби, которых считают политическими диссидентами, и нападать на других людей. Хуан находит способ получить выгоду из этой ситуации и открывает агентство со слоганом «Хуан избавит вас от тех, кого вы любили», которое за деньги предлагает избавить обратившихся от зомби.

## В ролях
- Алексис Диас де Вильегас — Хуан
- Хорхе Молина — Ласаро
- Андрос Перугоррия — Влади Калифорния
- Андреа Дуро — Камила
- Джазз Вила — Ла Чина
- Элисер Рамирес — Эль Примо
- Бланка Роса Бланко
- Сусана Поус
- Антонио Дечент — отец Джонс
- Эслинда Нуньес

## Восприятие
Фильм в основном получил положительные отзывы. На сайте Rotten Tomatoes фильм получил общий рейтинг 79 % на основе 19 рецензий со средним баллом 6,2 из 10.